# Прапор Черняхова
Прапор Черняхо́ва — офіційний символ смт Черняхова Житомирської області, затверджений сесією Черняхівської селищної ради від 12 вересня 2013 року.
Автор — А. Гречило.

## Опис
Квадратне полотнище складається з двох горизонтальних смуг — жовтої та зеленої (1:3), на верхній смузі три сині квітки льону з жовтими осердями, на нижній покладені навхрест два білі кайла (кирки), між ними — 4 жовті шишки хмелю (1:2:1).

## Джерело
- Гречило А. Герб і прапор Черняхова // Знак. — 2014. — Ч. 64. — С. 7.